# Fudbalski Klub Metalurg Skopje 2009-2010
Questa voce raccoglie le informazioni riguardanti il Fudbalski Klub Metalurg Skopje nelle competizioni ufficiali della stagione 2009-2010. 

## Rosa
| N. |                               | Ruolo | Calciatore         |
| -- | ----------------------------- | ----- | ------------------ |
| 1  | Macedonia del Nord (bandiera) | P     | Jordan Georgievski |
| 3  | Macedonia del Nord (bandiera) | D     | Goran Bogdanović   |
| 4  | Macedonia del Nord (bandiera) | C     | Ertan Demiri       |
| 5  | Macedonia del Nord (bandiera) | D     | Igor Kralevski     |
| 6  | Macedonia del Nord (bandiera) | D     | Milan Ilievski     |
| 8  | Macedonia del Nord (bandiera) | C     | Marko Kostencovski |
| 9  | Macedonia del Nord (bandiera) | A     | Jovan Kostovski    |
| 10 | Serbia (bandiera)             | C     | Milan Đurić        |
| 11 | Macedonia del Nord (bandiera) | C     | Vasko Mitrev       |
| 12 | Macedonia del Nord (bandiera) | P     | Trajče Nikov       |

| N. |                               | Ruolo | Calciatore             |
| -- | ----------------------------- | ----- | ---------------------- |
| 16 | Macedonia del Nord (bandiera) | A     | Muzafer Ejupi          |
| 17 | Macedonia del Nord (bandiera) | D     | Branislav Medić        |
| 18 | Serbia (bandiera)             | C     | Bojan Mihajlović       |
| 19 | Macedonia del Nord (bandiera) | D     | Ninoslav Dodevski      |
| 20 | Macedonia del Nord (bandiera) | C     | Mile Krstev            |
| 21 | Macedonia del Nord (bandiera) | D     | Mile Petkovski         |
| 22 | Macedonia del Nord (bandiera) | D     | Blagojce Damevski      |
| 24 | Macedonia del Nord (bandiera) | C     | Aleksandar Tenekedziev |
| 25 | Macedonia del Nord (bandiera) | P     | Andreja Efremov        |
| 28 | Macedonia del Nord (bandiera) | D     | Miroslav Vajs          |